# Ајтаска (Илиноис)
Ајтаска (енгл. Itasca) град је у америчкој савезној држави Илиноис.

## Демографија
По попису из 2010. године број становника је 8.649, што је 347 (4,2%) становника више него 2000. године.
| Група             | 2000.         | 2010.         |
| Белци             | 6.890 (83,0%) | 6.707 (77,5%) |
| Афроамериканци    | 140 (1,7%)    | 184 (2,1%)    |
| Азијати           | 484 (5,8%)    | 731 (8,5%)    |
| Хиспаноамериканци | 581 (7,0%)    | 919 (10,6%)   |
| Укупно            | 8.302         | 8.649         |